# گربه‌ماهی‌های ریش‌دراز
گربه‌ماهی‌های ریش‌دراز (نام علمی: Pimelodidae) نام یک تیره از راسته گربه‌ماهی‌سانان است.